# Василије Лукић
Василије Лукић (Сремски Карловци, 12. јануар 1796 — Сремски Карловци, 15. децембар 1853) био је српски професор.

## Биографија
Основну школу и гимназију завршио је у Сремским Карловцима. Потом студира природно-математичке науке у Пешти.
По завршетку студија запослио се као професор у Карловачкој гимназији, и ту је радио од 1816. до краја живота. Предавао је алгебру, антропологију, аритметику, астрономију, геометрију, латинску граматику, логику, психологију и физику. Последње две године каријере држао је само математику (1851/52.) и математику и немачки (1852/53.). Све предмете предавао је на латинском језику. Држао је ђаке на стану и храни.
На заседању Српске православне општине у Сремским Карловцима 1848. потписао је „Захтеве” Срба у вези са успостављањем политичке и територијалне аутономије.
Са немачког је превео Деmиня любовь и mайна доброmворносmь (Летопис Матице српске, 1827).
Био је професор Бранка Радичевића.
Сахрањен је у Сремским Карловцима.